# Unterseeboot UB-18
Pour les autres navires du même nom, voir Unterseeboot 18.
L'Unterseeboot UB-18 est un sous-marin (U-Boot) allemand de type UB II utilisé par la Kaiserliche Marine pendant la Première Guerre mondiale. Le sous-marin a été commandé le 30 avril 1915 et lancé le 21 août 1915. Il a été mis en service dans la marine impériale allemande le 11 décembre 1915. Le sous-marin coula 128 navires en 31 patrouilles pour un total de 130 841 tonneaux de jauge brute et 725 tonnes, ce qui en fit le 17e sous-marin le plus performant des deux guerres mondiales. L'UB-18 a été éperonné par le chalutier Ben Lawer et coulé dans la Manche à la position 49° 17′ N, 5° 47′ O le 9 décembre 1917.

## Conception
Sous-marin de type UB II, l'UB-18 avait un déplacement de 263 tonnes en surface et de 292 tonnes en immersion. Il avait une longueur hors tout de 36,13 m, une largeur de 4,54 m et un tirant d'eau de 3,70 m. Le sous-marin était propulsé par deux moteurs Diesel Daimler à six cylindres à quatre temps produisant chacun 284 chevaux (209 kW), deux moteurs électriques Siemens-Schuckert produisant chacun 280 chevaux (210 kW) et un arbre d'hélice. Il plongeait en 45 secondes et était capable d’opérer à une profondeur de 50 mètres.
La vitesse maximale du sous-marin était de 5,81 nœuds en immersion et de 9,15 nœuds (16,95 km/h) en surface. Lorsqu’il était immergé, il pouvait opérer sur 45 milles marins (83 km) à 5 nœuds (9,3 km/h). En surface, il pouvait parcourir 6650 milles marins (12320 km) à 5 nœuds (9,3 km/h). L'UB-18 était armé de deux tubes lance-torpilles de 500 mm à l’avant, de quatre torpilles et d’un canon de pont de 50 mm L/40. Son effectif était de vingt-trois membres d’équipage.

## Historique des services
L'Oberleutnant zur See (Oblt.z.S.) Franz Wäger a pris le commandement de l'UB-18 lors de sa mise en service le 11 décembre 1915. Wäger a remis le commandement à l’Oblt.z.S. Otto Steinbrinck, qui l’a conduit à Zeebruges, où il est arrivé le 16 février. Il fut le premier U-boot de ce type à y être basé.

### 1ère patrouille de guerre
Fin février 1916, l'UB-18 quitte Zeebruges pour les approches du Havre. Le 26 février, il lança une torpille, touchant le vapeur français SS Charbutier, dont le naufrage ne fut pas observé. L’attaque contre le dragueur de mines auxiliaire français Au Revoir a été plus réussie, coulant le navire de 20 ans et 1058 TJB, et tuant 18 membres de son équipage. L'UB-18 retourna à la base où il arriva le 29 février 1916.

### 2e patrouille de guerre
Le 4 mars 1916, l'UB-18 fournit une couverture de flanc pour une sortie de la flotte allemande contre la côte est de l’Angleterre.

### 3e patrouille de guerre
Du 7 au 11 mars 1916, l'UB-18 opéra contre les navires alliés au large de Boulogne-sur-Mer et du Havre. Le 8 mars, il coula un vapeur britannique, le SS Harmatris. Le lendemain, un cargo norvégien, le Silius, et un vapeur français, le SS Louisane, furent victimes des torpilles de l'UB-18.

### 4e patrouille de guerre
Le 21 mars 1916, l'UB-18 quitta à nouveau Zeebruges pour la région du Havre, où il attaqua avec succès les navires qui se trouvaient dans la rade. Deux navires, le cargo britannique SS Kelvinbank et le vapeur norvégien SS Kannik, ont été touchés par ses torpilles et ont coulé. Les deux torpilles de rechargement tirées ensuite n’ont marqué aucun coup au but. L'UB-18 retourna à Zeebruges, où il arriva le 29 mars 1916. Ce jour-là, la flottille des Flandres a été constituée et Steinbrinck a reçu l’ordre Pour le Mérite si convoité.

### Perte
Naviguant pour sa dernière patrouille, l'UB-18 a été aperçu au large de Start Point (Devon) par l'U-84 le 4 décembre 1917, à destination des atterrages occidentaux. Tôt le matin du 9 décembre, il fait surface par inadvertance près du chalutier Ben Lawer, qui escorte un convoi de charbon. Le chalutier l’éperonna immédiatement juste à l’arrière du kiosque, le coulant. Il n’y a pas eu de survivants. L’impact a été violent, le Ben Lawer étant si gravement endommagé qu’il a tout juste réussi à accoster sans couler.

## Affectations
- Flottilles des Flandres : du 16 février 1916 au 9 décembre 1917

## Commandants
- Oblt.z.S. Franz Wäger : du 11 décembre 1915 au 15 février 1916
- Oblt.z.S. Otto Steinbrinck : du 16 février au 27 octobre 1916
- Oblt.z.S. Claus Lafrenz : du 28 octobre 1916 au 7 juillet 1917
- Oblt.z.S. Ulrich Meier : du 8 juillet au 21 septembre 1917
- Oblt.z.S. Georg Niemeyer : du 22 septembre au 9 décembre 1917

## Navires coulés
| Date              | Nom                   | Nationalité      | Tonnage | Destin    |
| ----------------- | --------------------- | ---------------- | ------- | --------- |
| 26 février 1916   | Au Revoir             | Marine nationale | 1058    | Coulé     |
| 8 mars 1916       | Harmatris             | United Kingdom   | 4863    | Coulé     |
| 9 mars 1916       | Louisiane             | France           | 5109    | Coulé     |
| 9 mars 1916       | Silius                | Norvège          | 1559    | Coulé     |
| 22 mars 1916      | Kelvinbank            | United Kingdom   | 4209    | Coulé     |
| 23 mars 1916      | Kannik                | Norvège          | 2397    | Coulé     |
| 5 avril 1916      | Baus                  | Norvège          | 1287    | Coulé     |
| 5 avril 1916      | Jeannette             | France           | 160     | Coulé     |
| 7 avril 1916      | Clyde                 | United Kingdom   | 204     | Coulé     |
| 7 avril 1916      | Eemdijk               | Pays-Bas         | 3048    | Endommagé |
| 25 avril 1916     | HMS E22               | Royal Navy       | 725     | Coulé     |
| 26 avril 1916     | Alfred                | United Kingdom   | 24      | Coulé     |
| 17 mai 1916       | Research              | United Kingdom   | 44      | Coulé     |
| 15 juillet 1916   | Bertha                | Norvège          | 203     | Coulé     |
| 15 juillet 1916   | Dina                  | Pays-Bas         | 164     | Coulé     |
| 17 juillet 1916   | Gertrude              | United Kingdom   | 57      | Coulé     |
| 17 juillet 1916   | Glance                | United Kingdom   | 60      | Coulé     |
| 17 juillet 1916   | Loch Nevis            | United Kingdom   | 58      | Coulé     |
| 17 juillet 1916   | Loch Tay              | United Kingdom   | 44      | Coulé     |
| 17 juillet 1916   | V.M.G.                | United Kingdom   | 59      | Coulé     |
| 17 juillet 1916   | Waverley              | United Kingdom   | 59      | Coulé     |
| 2 août 1916       | G. C. Gradwell        | United Kingdom   | 156     | Coulé     |
| 2 août 1916       | Margaret Sutton       | United Kingdom   | 197     | Coulé     |
| 2 août 1916       | S.D.                  | United Kingdom   | 131     | Coulé     |
| 3 août 1916       | Badger                | United Kingdom   | 89      | Coulé     |
| 3 août 1916       | Fortuna               | United Kingdom   | 131     | Coulé     |
| 3 août 1916       | Ivo                   | United Kingdom   | 56      | Endommagé |
| 3 août 1916       | Jacques Cartier       | France           | 259     | Coulé     |
| 3 août 1916       | Sphene                | United Kingdom   | 740     | Coulé     |
| 4 août 1916       | Demaris               | United Kingdom   | 98      | Coulé     |
| 4 août 1916       | Ermenilda             | United Kingdom   | 94      | Coulé     |
| 5 août 1916       | Spiral                | United Kingdom   | 1342    | Coulé     |
| 9 août 1916       | Henri Elisa           | France           | 822     | Coulé     |
| 10 août 1916      | Marie                 | France           | 784     | Coulé     |
| 10 août 1916      | Credo                 | Norvège          | 728     | Coulé     |
| 10 août 1916      | Saint Pierre          | France           | 149     | Coulé     |
| 10 août 1916      | Sora                  | Norvège          | 1052    | Coulé     |
| 10 août 1916      | Annette Marie         | France           | 118     | Coulé     |
| 3 septembre 1916  | Netta                 | United Kingdom   | 370     | Coulé     |
| 3 septembre 1916  | Teesborough           | United Kingdom   | 308     | Coulé     |
| 5 septembre 1916  | City of Ghent         | United Kingdom   | 199     | Coulé     |
| 5 septembre 1916  | Marcel                | Belgique         | 1433    | Coulé     |
| 8 septembre 1916  | Gamen                 | Suède            | 2619    | Coulé     |
| 9 septembre 1916  | Georges Andre         | France           | 229     | Coulé     |
| 9 septembre 1916  | Lodsen                | Norvège          | 1247    | Coulé     |
| 9 septembre 1916  | Myosotis              | France           | 64      | Coulé     |
| 9 septembre 1916  | HMS Carrigan Head     | Royal Navy       | 4201    | Endommagé |
| 10 septembre 1916 | Furu                  | Norvège          | 2029    | Coulé     |
| 10 septembre 1916 | Marechal De Villars   | France           | 1908    | Coulé     |
| 10 septembre 1916 | Polynesia             | Norvège          | 4064    | Coulé     |
| 11 septembre 1916 | Assimacos             | Greece           | 2898    | Coulé     |
| 11 septembre 1916 | Kong Ring             | Norvège          | 1611    | Coulé     |
| 11 septembre 1916 | Luis Vives            | Espagne          | 2160    | Coulé     |
| 12 septembre 1916 | Antwerpen             | Pays-Bas         | 7955    | Coulé     |
| 13 septembre 1916 | Ariel                 | France           | 49      | Coulé     |
| 13 septembre 1916 | Hans Jensen           | Danemark         | 1824    | Coulé     |
| 13 septembre 1916 | J. N. Madvig          | Danemark         | 1762    | Coulé     |
| 13 septembre 1916 | Tolosa                | Norvège          | 1833    | Coulé     |
| 14 septembre 1916 | Ethel                 | Norvège          | 1122    | Coulé     |
| 20 octobre 1916   | Cliburn               | United Kingdom   | 440     | Coulé     |
| 20 octobre 1916   | The Duke              | United Kingdom   | 376     | Coulé     |
| 20 octobre 1916   | The Marsioness        | United Kingdom   | 553     | Coulé     |
| 21 octobre 1916   | Brizeux               | France           | 2197    | Coulé     |
| 21 octobre 1916   | Condor                | France           | 740     | Coulé     |
| 21 octobre 1916   | Fulvio                | Norvège          | 309     | Coulé     |
| 21 octobre 1916   | Rabbi                 | Norvège          | 878     | Coulé     |
| 24 octobre 1916   | Cannebiere            | France           | 2454    | Coulé     |
| 26 octobre 1916   | Pan                   | Norvège          | 796     | Coulé     |
| 23 novembre 1916  | Hendrick              | France           | 35      | Coulé     |
| 24 novembre 1916  | Øifjeld               | Norvège          | 1988    | Coulé     |
| 25 novembre 1916  | Emlynverne            | United Kingdom   | 544     | Coulé     |
| 27 novembre 1916  | Borø                  | Norvège          | 819     | Coulé     |
| 27 novembre 1916  | Perra                 | Norvège          | 1682    | Coulé     |
| 27 novembre 1916  | Rhona                 | United Kingdom   | 640     | Coulé     |
| 28 novembre 1916  | Auguste Marie         | France           | 63      | Coulé     |
| 28 novembre 1916  | Lucienne              | Espagne          | 1046    | Coulé     |
| 30 novembre 1916  | Aud                   | Norvège          | 1102    | Coulé     |
| 30 novembre 1916  | Christabel            | United Kingdom   | 175     | Coulé     |
| 30 novembre 1916  | E.L.G.                | United Kingdom   | 25      | Coulé     |
| 30 novembre 1916  | Egholm                | Danemark         | 1348    | Coulé     |
| 30 novembre 1916  | Marie Marguerite      | France           | 136     | Coulé     |
| 30 novembre 1916  | Njaal                 | Norvège          | 718     | Coulé     |
| 30 novembre 1916  | Saint Ansbert         | France           | 275     | Coulé     |
| 1 décembre 1916   | T. And A.C.           | United Kingdom   | 23      | Coulé     |
| 1 décembre 1916   | Indiana               | France           | 178     | Coulé     |
| 1 décembre 1916   | Saint Joseph          | France           | 182     | Coulé     |
| 2 décembre 1916   | Skjoldulf             | Norvège          | 502     | Coulé     |
| 3 décembre 1916   | Mizpah                | United Kingdom   | 57      | Coulé     |
| 3 décembre 1916   | Seeker                | United Kingdom   | 74      | Coulé     |
| 3 décembre 1916   | Yrsa                  | Danemark         | 879     | Coulé     |
| 31 décembre 1916  | Eva                   | Norvège          | 1081    | Coulé     |
| 31 décembre 1916  | Flora                 | Norvège          | 1033    | Coulé     |
| 2 janvier 1917    | Bestik                | Norvège          | 2185    | Coulé     |
| 2 janvier 1917    | Ellik                 | Norvège          | 603     | Coulé     |
| 4 janvier 1917    | Næsborg               | Danemark         | 1547    | Coulé     |
| 5 janvier 1917    | Danevirke             | Danemark         | 1433    | Coulé     |
| 1 février 1917    | Wellhome              | United Kingdom   | 113     | Endommagé |
| 3 février 1917    | Confiante             | France           | 85      | Coulé     |
| 3 février 1917    | Goeland               | France           | 305     | Coulé     |
| 3 février 1917    | Lars Kruse            | Danemark         | 1460    | Coulé     |
| 3 février 1917    | Sainte Marie          | France           | 60      | Coulé     |
| 4 février 1917    | Cerera                | Empire russe     | 3512    | Coulé     |
| 28 février 1917   | Harriet Williams      | United Kingdom   | 157     | Coulé     |
| 1 mars 1917       | Chatburn              | United Kingdom   | 1942    | Coulé     |
| 12 mars 1917      | Topaz                 | United Kingdom   | 696     | Coulé     |
| 15 mars 1917      | Adieu Va              | France           | 64      | Coulé     |
| 16 mars 1917      | Sir Joseph            | United Kingdom   | 84      | Coulé     |
| 17 mars 1917      | Marie Louise          | France           | 291     | Coulé     |
| 17 mars 1917      | Marie Louise          | France           | 426     | Coulé     |
| 18 mars 1917      | Marie Louise          | France           | 33      | Coulé     |
| 1 mai 1917        | C. A. Jaques          | United Kingdom   | 2105    | Coulé     |
| 2 mai 1917        | Juno                  | United Kingdom   | 1384    | Coulé     |
| 2 mai 1917        | Tela                  | United Kingdom   | 7226    | Coulé     |
| 11 mai 1917       | Tarpeia               | United Kingdom   | 538     | Coulé     |
| 14 mai 1917       | Elizabeth Hampton     | United Kingdom   | 108     | Coulé     |
| 15 mai 1917       | Panaghi Lykiardopoulo | Greece           | 3193    | Coulé     |
| 3 juin 1917       | HMS Sarah Colebrooke  | Royal Navy       | 158     | Endommagé |
| 6 juin 1917       | Cornelia              | Pays-Bas         | 170     | Coulé     |
| 8 juin 1917       | Cariad                | United Kingdom   | 38      | Coulé     |
| 8 juin 1917       | Ocean's Pride         | United Kingdom   | 42      | Coulé     |
| 8 juin 1917       | Onward                | United Kingdom   | 39      | Coulé     |
| 8 juin 1917       | Torbay Lass           | United Kingdom   | 38      | Coulé     |
| 9 juin 1917       | Marjorie              | United Kingdom   | 119     | Coulé     |
| 5 juillet 1917    | Bjerkø                | Norvège          | 1871    | Coulé     |
| 22 juillet 1917   | Breda                 | Pays-Bas         | 257     | Coulé     |
| 22 juillet 1917   | Nereus                | Pays-Bas         | 110     | Coulé     |
| 24 juillet 1917   | Oostzee               | Pays-Bas         | 199     | Coulé     |
| 24 juillet 1917   | Montevideo 488        | Uruguay          | unknown | Coulé     |
| 25 juillet 1917   | Janna                 | Pays-Bas         | 145     | Coulé     |
| 25 juillet 1917   | Spes Mea              | Pays-Bas         | 75      | Coulé     |
| 16 septembre 1917 | Facto                 | Norvège          | 2372    | Coulé     |
| 12 octobre 1917   | Peebles               | United Kingdom   | 4284    | Coulé     |
| 8 décembre 1917   | Nonni                 | Empire russe     | 4105    | Coulé     |